# 科尔克海德
科尔克海德（德語：Kolkerheide）是德国石勒苏益格－荷尔斯泰因州的一个市镇。总面积2.10平方公里，总人口59人，其中男性29人，女性30人（2011年12月31日），人口密度28人/平方公里。